# Папа Марин II
Папа Марин II или папа Мартин III (умро маја 946.) је био 128. папа римокатоличке цркве од 30. октобра 942. године до своје смрти.

## Биографија
Марин је рођен у Риму. Пре понтификата био је свештеник у цркви светог Киријака у Диоклецијановим термама. Састао се 909. године са Улрихом од Аугзбурга коме је предводео да ће постати архиепископ Аугзбурга након окончања мађарске инвазије. Маринов понтификат отпочео је 30. октобра 942. године. За папу га је поставио Алберик II од Сполета након смрти папе Стефана VIII. Марин је током свог понтификата издао многе буле којима је даровао повластице манастирима. Марин је запленио палату коју је саградио папа Јован VII на брежуљку Палатину. Умро је маја 946. године. Наследио га је папа Агапије.